# Chamaeleo eisentrauti
Chamaeleo eisentrauti este o specie de cameleon din genul Chamaeleo, familia Chamaeleonidae, ordinul Squamata, descrisă de Mertens 1968. Conform Catalogue of Life specia Chamaeleo eisentrauti nu are subspecii cunoscute.